# Cabanac
Cabanac település Franciaországban, Hautes-Pyrénées megyében. Lakosainak száma 304 fő (2022. január 1.). Cabanac Chelle-Debat, Aubarède, Castelvieilh, Goudon, Marquerie, Peyriguère és Thuy községekkel határos.

## Népesség
A település népességének változása:
| Lakosok száma | 305  | 292  | 295  | 290  | 287  | 289  | 294  | 299  | 304  |
|               | 2013 | 2015 | 2016 | 2017 | 2018 | 2019 | 2020 | 2021 | 2022 |